# Yaima Ortíz
Yaima Ortíz Charro (Havana, 9 de novembro de 1981) é uma jogadora de voleibol de Cuba que competiu nos Jogos Olímpicos de 2004 e 2008.
Em 2004, ela fez parte da equipe cubana que conquistou a medalha de bronze no torneio olímpico, no qual atuou em oito partidas. Quatro anos depois, ela jogou em seis confrontos e finalizou na quarta colocação no campeonato olímpico de 2008.